# Disophrys erythrocephala
Disophrys erythrocephala är en stekelart som beskrevs av Cameron 1900. Disophrys erythrocephala ingår i släktet Disophrys och familjen bracksteklar. Inga underarter finns listade i Catalogue of Life.